# Cobles de la divisió del Regne de Mallorques
Les Cobles de la divisió del Regne de Mallorques és un poema escrit per Anselm Turmeda l'any 1398 i que consta de 123 estrofes cadascuna de les quals constituïda de vuit heptasíl·labs. La rima és cadenocreuada (abab–bccb). El tema o argument del poema narra la història de forma al·legòrica on l'autor, com a personatge, tracta de consolar una dona, l'illa de Mallorca, qui li confessa que té problemes amb les divisions entre els seus fills. Segons el mateix autor en una breu introducció que feu, diu haver realitzat la composició poètica a petició d'uns menestrals mallorquins. Aquest poema fou també posteriorment interpretar per la cantant mallorquina Maria del Mar Bonet.

## Resum
L'obra en vers consta de sis unitats narratives que expliquen el conflicte derivat de la divisió dels habitants de Mallorca, que és el fruit d'un encantament per part de l'últim rei sarraí de l'illa. Al primer bloc (estrofes 1–24) Turmeda conta com mentre camina un matí de primavera, arriba al jardí d'un palau on unes noies el conviden a entrar. Després d'això, es descriuen les meravelles del jardí i del palau, amb una descripció que gira al voltant del tòpic del locus amoenus i que està influïda per la Faula de Guillem de Torroella. Seguidament, al segon bloc (estrofes 25–33) Turmeda entra al palau i a la sala major hi troba una reina que és una personificació de l'illa de Mallorca. Aquesta lamenta la divisió que hi ha entre els seus fills, els habitants de l'illa. Després d'aquest plany, la reina elogia les riqueses naturals de Mallorca, els seus habitants i les glòries de l'Església Mallorquina (estrofes 34–53).
Tot seguit, al quart bloc (estrofes 54–67), Turmeda conta a la reina que la causa de la decadència de Mallorca és la divisió entre els ciutadans és l'encanteri fet per l'últim rei sarraí de l'illa. Al cinquè bloc (estrofes 75–92), Turmeda explica a la reina que perquè desaparegui el sortilegi, els mallorquins han de resar a Déu per la unitat. La reina li proposa que vagi a Mallorca com a ambaixador de pau, però Turmeda s'hi nega a causa de la seva por de tornar que exemplifica amb un exemplum d'un falcó i un gall. Finalment, al sisè bloc (estrofes 93–123), Turmeda escriu una carta als mallorquins com a sermó polític que acaba en una pregària final a la Verge Maria en forma de dansa, com a alternativa al retorn a l'illa suggerit per la reina.